# Pontécoulant
Pontécoulant ist eine französische Gemeinde mit 71 Einwohnern (Stand: 1. Januar 2022) im Département Calvados in der Region Normandie; sie gehört zum Arrondissement Vire und zum Kanton Condé-en-Normandie.

## Geographie
Pontécoulant liegt etwa 38 Kilometer südsüdwestlich von Caen am Fluss Druance, der die Gemeinde im Süden begrenzt. Pontécoulant ist vollständig von der Gemeinde Condé-en-Normandie umgeben.

## Bevölkerungsentwicklung
| Jahr                      | 1962 | 1968 | 1975 | 1982 | 1990 | 1999 | 2006 | 2013 |
| Einwohner                 | 108  | 125  | 109  | 106  | 105  | 108  | 93   | 88   |
| Quelle: Cassini und INSEE |      |      |      |      |      |      |      |      |

## Sehenswürdigkeiten
- Kirche Saint-Michel aus dem 18. Jahrhundert
- Schloss Pontécoulant aus dem 16. Jahrhundert mit Park, heute Museum

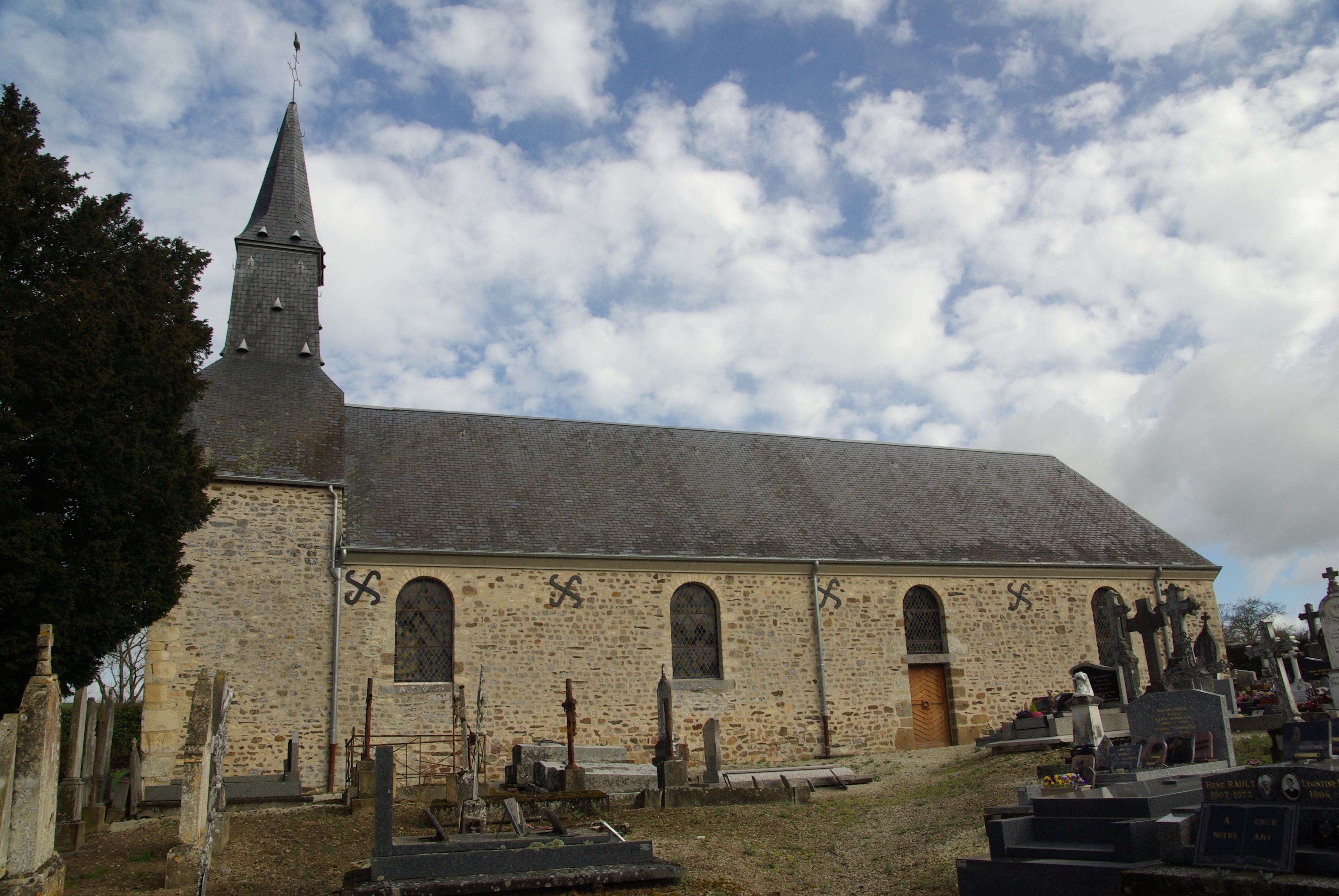
Kirche Saint-Michel
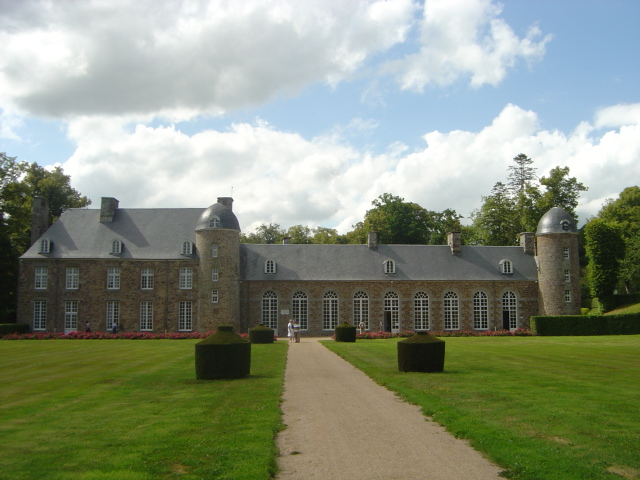
Schloss Pontécoulant

## Persönlichkeiten
- Philippe Gustave le Doulcet, comte de Pontécoulant (1795–1874), Astronom